# Lepisosteïformes
Els lepisosteïformes (Lepisosteiformes) són un ordre de peixos actinopterigis que conté una única família, la dels lepisosteids. El grup inclou set espècies vivents repartides en dos gèneres que viuen en aigües dolces, salabroses i ocasionalment marines de l'est de Nord-amèrica, Mesoamèrica i les illes del Carib.